# Hypsiboas marianitae
Hypsiboas marianitae је водоземац из реда жаба и фамилије Hylidae.

## Угроженост
Ова врста није угрожена, и наведена је као последња брига јер има широко распрострањење.

## Распрострањење
Врста је присутна у Аргентини и Боливији.

## Станиште
Станишта врсте су шуме и слатководна подручја од 450 до 2000 метара у Боливији, 500 до 1500 у Аргентини.